# Borna
Borna, * ?, † 821, je bil na začetku 9. stoletja knez (ban?) med Hrvati v Dalmaciji. 
Kot frankovski vazal se je na njihovi strani zapletel v spopade z upornim Ljudevitom Posavskim. V času te vojne je tudi umrl. Z njim na zgodovinski oder stopi država, ki vsaj čez nekaj desetletij že nosi ime Hrvaška.

## Polemike o Borni
Borna je bil verjetno knez domačega slovanskega rodu, pojavljajo pa se mnenja, da bi lahko bil celo tujec, ki so ga na prestol postavili Franki. Imena, ki so sorodna Borni, se namreč pogosto pojavljajo med Franki (npr. kot Walterius Bornus, Ingelfertius Bornus, Johannes Bornus), a je po drugi strani mogoče ime verjetneje izpeljevati iz slovanske končnice –na in slovanskega aorista Bori (boriti se), ki ga najdemo v imenih Borimir in Borislav. Po Šimundiću naj bi imena Borna, Porga in Porin izhajala iz glagola porgati<pohrgati (lopniti, potolči). V goratem zaledju dalmatinskih bizantinskih mest so Bornovi predniki Hrvatov namreč iskali frankovske zaveznike, Franki pa so jim zaradi bližine Bizanca verjetno pustili precej avtonomije. Borno pogosto povezujejo z na pol mitološkim likom Porgo/Porinom, ki v malo verjetni (gotovo popačeni) zgodbi nastopa kot knez dalmatinskih Hrvatov iz 7. stoletja, in to v času po hrvaško-frankovskem sodelovanju v vojni proti Avarom (konec 8. stoletja?) in po porazu frankovskega vodje Kocila (Kocelj iz druge polovice 9. stoletja?).

## Zadnja leta Bornovega življenja
Knez Borna je prvič omenjen v povezavi z Ljudevitovim uporom in sicer že za leto 819, ko mu je pripisan naziv dux Dalmatiae.    Ko je v panonskem svetu južno od Drave leta 819 izbruhnil Ljudevitov upor, je frankovski cesar Ludvik Pobožni Borno pozval, da se mu pridruži pri njegovem zatrtju. Borna je Ljudevita res napadel, a je bil njegov napad časovno neusklajen s frankovskim. Tako je Ljudevit najprej premagal Franke, šele potem pa se je obrnil tudi proti Borni in slednjega hudo porazil pri reki Kolpi, pri čemer je pleme Guduskanov iz okolice reke Gacke prestopilo na Ljudevitovo stran. Tam je tedaj vladal Ljudevitov sorodnik, knez (ali morda ban) Dragamož (Dragamosus). Pojavlja se tudi mnenje, da Borna pred letom 821 kljub prvotnemu skupnemu nastopu proti Ljudevitu pravzaprav ni bil pravi vladar Guduskanov, oziroma da so ti ohranili notranjo samostojnost. Borna se namreč šele leta 821 omenja kot knez Dalmacije in Liburnije (dux Dalmatiae atque Liburniae) in je šele tedaj imel gotovo popolno oblast nad Guduskani. Kakorkoli že- po Bornovem porazu pri Kolpi je Ljudevit vdrl v Dalmacijo, tako da je Borna le s težavo obnovil suverenost nad tem področjem. Po svojih lastnih trditvah naj bi Borna kljub temu z manjšimi vojaškimi akcijami iz svojih gradišč Ljudevitu prizadejal hude izgube (3.000 padlih vojakov in 300 zajetih konj),  O tem lahko upravičeno dvomimo: Borna se z Ljudevitom ni upal soočiti na odprtem bojnem polju, Ljudevitov upor pa tega leta še ni bil zadušen. Vladar Borna se v povezavi z nadaljnjimi boji potem ne omenja več in je leta 821 umrl, na prestolu pa ga je nasledil Vladislav. Po Vita Hludovici naj bi bil Borna celo ubit.